# 篠原陸朗
篠原 陸朗（しのはら ろくろう、1883年〈明治16年〉3月26日 - 1966年〈昭和41年〉9月6日）は、日本の政治家。衆議院議員選挙に通算4回当選した。

## 来歴・人物
東京府（現・東京都）生まれ。東京帝国大学法科大学独法科卒業後官界に入り、司法官試補となった。その後大蔵省に移り（主計局属）、税務監査局事務官、大蔵省主計官、大蔵省書記官、長崎税関長、熊本税務監査局長を歴任した。
1930年（昭和5年）の第17回衆議院議員選挙に立憲民政党公認で旧千葉県第1区から立候補し初当選した。2年後の第18回衆議院議員選挙では民政党大敗のあおりを受け次点に終わったものの、1936年（昭和11年）の第19回衆議院議員選挙で政界に返り咲いてからは連続3回総選挙に当選した。政党解消によって所属していた民政党が解党してからは翼賛議員同盟に所属し、1942年（昭和17年）の翼賛選挙では翼賛政治体制協議会の推薦を受けて立候補し当選した。その後は翼賛政治会、大日本政治会に所属した。翼賛議会においては戦時刑事特別法改正法律案委員会の委員を務め、小磯内閣では大東亜政務次官を務めた。
政治家としての篠原の業績は上記の職を歴任したこと以外では内閣委員、大東亜委員を務めたことやオランダのハーグで開かれた第34回列国議会同盟会議に参列したことが挙げられる。
1941年5月、衆議院中南米視察団に参加。途中、笠井重治代議士とともに視察団から離れワシントンD.C.に赴いたが日米関係悪化。同年11月2日、サンフランシスコを出発する引き揚げ船、龍田丸に乗船して帰国した。
敗戦後は日本進歩党の結党に参加したものの翼賛選挙で推薦候補として立候補したため公職追放。追放解除後の1952年（昭和27年）、第25回衆議院議員選挙に戦前地盤としていた旧千葉県第1区から改進党公認で立候補したものの、定員4名に対し12名が立候補し全立候補者中11位という惨敗に終わり、そのまま政界から引退した。